# Équipe de Suisse de football en 2023
 (décembre 2022).
Cet article présente l'année 2023 pour l'équipe de Suisse de football.

## Évolution du classement
| Année | 2022     | 2023    | 2023    | 2023 | 2023  | 2023 | 2023 | 2023    | 2023 | 2023      | 2023    | 2023     | 2023     |
| Mois  | décembre | janvier | février | mars | avril | mai  | juin | juillet | août | septembre | octobre | novembre | décembre |
| Rang  | 12       | 12      | 12      | 12   | 12    | 12   | 12   | 13      | 14   | 14        | 14      | 18       | 18       |

## Bilan
|           | Nombre de matchs | Victoires | Matchs nuls | Défaites | Buts marqués | Buts encaissés |
| Domicile  | 5                | 2         | 3           | 0        | 12           | 6              |
| Extérieur | 3                | 1         | 1           | 1        | 4            | 4              |
| Neutre    | 2                | 1         | 1           | 0        | 6            | 1              |
| Total     | 10               | 4         | 5           | 1        | 22           | 11             |

## Matchs et résultats
| Éliminatoires Euro 2024 - 1re journée            | Biélorussie | 0 - 5   | Suisse                                       | Stade Karađorđe, Novi Sad ( Serbie),                           |                                                                |
| 25 mars 2023 · 18h00 · Historique des rencontres |             | (0 - 3) | 4e 17e 29e Steffen · 62e Xhaka · 65e Amdouni | Spectateurs : 0 Arbitrage : Alejandro Hernández Hernández (de) | Spectateurs : 0 Arbitrage : Alejandro Hernández Hernández (de) |
| 25 mars 2023 · 18h00 · Historique des rencontres | Rapport     |         |                                              | Spectateurs : 0 Arbitrage : Alejandro Hernández Hernández (de) | Spectateurs : 0 Arbitrage : Alejandro Hernández Hernández (de) |

| Éliminatoires Euro 2024 - 2e journée             | Suisse                                | 3 - 0   | Israël | Stade de Genève, Genève                                |                                                        |
| 28 mars 2023 · 20h45 · Historique des rencontres | Vargas 39e · Amdouni 47e · Widmer 52e | (1 - 0) |        | Spectateurs : 14 819 Arbitrage : Nikola Dabanović (en) | Spectateurs : 14 819 Arbitrage : Nikola Dabanović (en) |
| 28 mars 2023 · 20h45 · Historique des rencontres | Rapport                               |         |        | Spectateurs : 14 819 Arbitrage : Nikola Dabanović (en) | Spectateurs : 14 819 Arbitrage : Nikola Dabanović (en) |

| Éliminatoires Euro 2024 - 3e journée             | Andorre    | 1 - 2   | Suisse                   | Estadi Nacional, Andorre-la-Vieille          |                                              |
| 16 juin 2023 · 20h45 · Historique des rencontres | Vieira 67e | (0 - 2) | 7e Freuler · 32e Amdouni | Spectateurs : 2 490 Arbitrage : Balázs Berke | Spectateurs : 2 490 Arbitrage : Balázs Berke |
| 16 juin 2023 · 20h45 · Historique des rencontres | Rapport    |         |                          | Spectateurs : 2 490 Arbitrage : Balázs Berke | Spectateurs : 2 490 Arbitrage : Balázs Berke |

| Éliminatoires Euro 2024 - 4e journée             | Suisse          | 2 - 2   | Roumanie          | Swissporarena, Lucerne                          |                                                 |
| 19 juin 2023 · 20h45 · Historique des rencontres | Amdouni 28e 41e | (2 - 0) | 89e 90+2e Mihăilă | Spectateurs : 14 400 Arbitrage : Daniele Orsato | Spectateurs : 14 400 Arbitrage : Daniele Orsato |
| 19 juin 2023 · 20h45 · Historique des rencontres | Rapport         |         |                   | Spectateurs : 14 400 Arbitrage : Daniele Orsato | Spectateurs : 14 400 Arbitrage : Daniele Orsato |

| Éliminatoires Euro 2024 - 5e journée                 | Kosovo           | 2 - 2   | Suisse                           | Stade de Fadil Vokrri, Pristina                    |                                                    |
| 9 septembre 2023 · 20h45 · Historique des rencontres | Muriqi 65e 90+4e | (0 - 1) | 14e Freuler · 79e (csc) Rrahmani | Spectateurs : 12 700 Arbitrage : Jakob Kehlet (de) | Spectateurs : 12 700 Arbitrage : Jakob Kehlet (de) |
| 9 septembre 2023 · 20h45 · Historique des rencontres | Rapport          |         |                                  | Spectateurs : 12 700 Arbitrage : Jakob Kehlet (de) | Spectateurs : 12 700 Arbitrage : Jakob Kehlet (de) |

| Éliminatoires Euro 2024 - 6e journée                  | Suisse                                       | 3 - 0   | Andorre | Stade de Tourbillon, Sion                      |                                                |
| 12 septembre 2023 · 20h45 · Historique des rencontres | Itten 49e · Xhaka 84e · Shaqiri 90+3e (pen.) | (0 - 0) |         | Spectateurs : 9 000 Arbitrage : Elchin Masiyev | Spectateurs : 9 000 Arbitrage : Elchin Masiyev |
| 12 septembre 2023 · 20h45 · Historique des rencontres | Rapport                                      |         |         | Spectateurs : 9 000 Arbitrage : Elchin Masiyev | Spectateurs : 9 000 Arbitrage : Elchin Masiyev |

| Éliminatoires Euro 2024 - 7e journée                | Suisse                                 | 3 - 3   | Biélorussie                               | Kybunpark, Saint-Gall                               |                                                     |
| 15 octobre 2023 · 18h00 · Historique des rencontres | Shaqiri 28e · Akanji 89e · Amdouni 90e | (1 - 0) | 61e Ebong · 69e Poliakov · 84e Antilevski | Spectateurs : 17 000 Arbitrage : João Pinheiro (en) | Spectateurs : 17 000 Arbitrage : João Pinheiro (en) |
| 15 octobre 2023 · 18h00 · Historique des rencontres | Rapport                                |         |                                           | Spectateurs : 17 000 Arbitrage : João Pinheiro (en) | Spectateurs : 17 000 Arbitrage : João Pinheiro (en) |

| Éliminatoires Euro 2024 - 8e journée                 | Israël       | 1 - 1   | Suisse     | Pancho Aréna, Felcsút ( Hongrie)               |                                                |
| 15 novembre 2023 · 20h45 · Historique des rencontres | Weissman 88e | (0 - 1) | 36e Vargas | Spectateurs : 2 024 Arbitrage : Anthony Taylor | Spectateurs : 2 024 Arbitrage : Anthony Taylor |
| 15 novembre 2023 · 20h45 · Historique des rencontres | Rapport      |         |            | Spectateurs : 2 024 Arbitrage : Anthony Taylor | Spectateurs : 2 024 Arbitrage : Anthony Taylor |

| Éliminatoires Euro 2024 - 9e journée                 | Suisse     | 1 - 1   | Kosovo     | Parc Saint-Jacques, Bâle                       |                                                |
| 18 novembre 2023 · 20h45 · Historique des rencontres | Vargas 48e | (0 - 0) | 82e Hyseni | Spectateurs : 33 000 Arbitrage : António Nobre | Spectateurs : 33 000 Arbitrage : António Nobre |
| 18 novembre 2023 · 20h45 · Historique des rencontres | Rapport    |         |            | Spectateurs : 33 000 Arbitrage : António Nobre | Spectateurs : 33 000 Arbitrage : António Nobre |

| Éliminatoires Euro 2024 - 10e journée                | Roumanie   | 1 - 0   | Suisse | Stade Rapid-Giulești, Bucarest                     |                                                    |
| 21 novembre 2023 · 20h45 · Historique des rencontres | Alibec 50e | (0 - 0) |        | Spectateurs : 50 224 Arbitrage : Davide Massa (en) | Spectateurs : 50 224 Arbitrage : Davide Massa (en) |
| 21 novembre 2023 · 20h45 · Historique des rencontres | Rapport    |         |        | Spectateurs : 50 224 Arbitrage : Davide Massa (en) | Spectateurs : 50 224 Arbitrage : Davide Massa (en) |

## Classement des buteurs
| Buteur              | Compétition officielle | Matchs amicaux | Total |
| ------------------- | ---------------------- | -------------- | ----- |
| Zeki Amdouni        | 6                      | 0              | 6     |
| Renato Steffen      | 3                      | 0              | 3     |
| Ruben Vargas        | 3                      | 0              | 3     |
| Remo Freuler        | 2                      | 0              | 2     |
| Xherdan Shaqiri     | 2                      | 0              | 2     |
| Granit Xhaka        | 2                      | 0              | 2     |
| Manuel Akanji       | 1                      | 0              | 1     |
| Cedric Itten        | 1                      | 0              | 1     |
| Silvan Widmer       | 1                      | 0              | 1     |
| but contre son camp | 1                      | 0              | 1     |